# Bekir Nabiyev
 (juillet 2023).
Pour les articles homonymes, voir Nabiyev.
Bekir Nabiyev (en azéri: Bəkir Əhməd oğlu Nəbiyev ; né le 21 août 1930 à Aghdach et mort le 15 mars 2012 à Bakou) est un scientifique azerbaïdjanais, académicien, directeur de l'Institut de littérature de l'Académie nationale des sciences d'Azerbaïdjan.

## Biographie
Bekir Nabiev commence à travailler pendant les années de guerre. Il travaille comme annonceur du réseau de radio Agdash (1945-1947). Ensuite, il est enseignant dans une école de la ville d'Agdash et du village de Yeniarch (1947-1949). En étudiant à la Faculté de philologie de l'Université d'État d'Azerbaïdjan (1949-1954), il enseigne la littérature au lycée n°55 de Bakou.
En 1960-1970, B. Nabiyev est chercheur, chef du département à l'Institut de littérature de l'Académie (ANAS). Il reçoit le grade du Docteur en philologie.
De 1971 à 1987, il est directeur du Musée de littérature Nizami. De 1987 à 2001, il est élu académicien-secrétaire du Département de Littérature, langue et art de l'Académie Nationale des sciences d’Azerbaїdjan. En 1982–1986, Nabiyev est président du Fonds culturel d'Azerbaïdjan. En 1987–1991, il dirige le Fonds littéraire d'Azerbaïdjan. Bekir Nabiyev est l'un des auteurs et éditeurs des deux volumes de Histoire de la littérature soviétique azerbaïdjanaise (1967). En 2004, il est le rédacteur en chef de la première édition des six volumes Histoire de la littérature azerbaïdjanaise. L'académicien Nabiyev est l'auteur de 51 livres, de plus de 800 articles et résumés. Il est lauréat de plusieurs prix locaux et internationaux.

## Décorations
- Ordre de Chohrat
- Ordre d’Istiglal